# Eli Lilly
Pour l’article homonyme, voir Eli Lilly and Company.
Pour les articles homonymes, voir Lilly.
 (février 2017).
Si vous disposez d'ouvrages ou d'articles de référence ou si vous connaissez des sites web de qualité traitant du thème abordé ici, merci de compléter l'article en donnant les références utiles à sa vérifiabilité et en les liant à la section « Notes et références ».
Eli Lilly (né le 8 juillet 1838 à Baltimore dans le Maryland et mort le 6 juin 1898 à Indianapolis dans l'Indiana) est un colonel, pharmacien-chimiste, et industriel américain. Il est le fondateur de l'entreprise pharmaceutique Eli Lilly and Company, devenue une multinationale.

## Biographie
Né dans une famille d'origine suédoise, ses arrière-grands-parents immigrèrent dans le Maryland en 1789, après avoir transités par les Pays-Bas et la France.  
Ses parents Gustavus et Esther déménagent au Kentucky dans une ferme à Warsaw. Sa famille élit ensuite domicile à Greencastle dans l'Indiana en 1852. Il étudie la pharmacologie à Lafayette au Good Samaritan Pharmacy, puis une fois diplômé en chimie et pharmacie, ouvre une pharmacie à Indianapolis en 1860. 

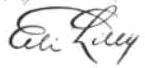
La signature du colonel Eli Lilly

Lilly combat dans l'armée nordiste pendant la guerre de Sécession, recrutant et organisant la 18th Battery, l'artillerie légère de l'Indiana, avec le grade de capitaine d'août 1862 à l'hiver 1863. Muni de sa seule expérience de milicien à Lafayette, il est considéré par plusieurs de ses artilleurs comme trop jeune et excité pour exercer le commandement. Malgré son inexpérience initiale, il devient un chef d'artillerie compétent et son unité participe à plusieurs batailles importantes, dont celle de Chickamauga. Lilly quitte ensuite l'artillerie pour devenir colonel de cavalerie, et est capturé par Nathan B. Forrest en Alabama en 1864. Libéré sur parole, il rentre chez lui. 
Il crée deux autres entreprises, dont une plantation de coton dans le Mississippi, avant de revenir à son intérêt premier pour le secteur pharmaceutique. En 1869, il ouvre une pharmacie à Paris dans l'Illinois, avant de revenir à Indianapolis au milieu des années 1870. En 1879, Lilly propose la création d'une compagnie publique d'approvisionnement en eau pour répondre aux besoins de la ville. Indianapolis Water Company est le fruit de cette idée. Influencé par la mort prématurée de son épouse de la malaria, Lilly crée une compagnie pharmaceutique en mai 1876. Il a au départ seulement trois employés, dont son fils Josiah âgé de 14 ans, et 1 400 $ de fonds de roulement. Ses premiers produits sont des pilules et des capsules de gélatine. Mettant à profit son expérience des traitements utilisés pendant la guerre civile, Lilly commence à produire des médicaments répondant à un haut standard de qualité, contrastant avec les remèdes de charlatans alors très répandus.
En 1892, Lilly construit l'auberge de Wawasee sur le lac Wawasee (en) en Indiana. Avant que le colonel Lilly ne meure du cancer en 1898, son entreprise a un catalogue de 2 005 produits et les ventes annuelles s'élèvent à 300 000 $.
Lilly est enterré dans le cimetière Crown Hill à Indianapolis. Sa tombe n'est pas loin de celle de l'ancien Président Benjamin Harrison.
Le musée de la Guerre de sécession à Indianapolis porte son nom. Il a ouvert en octobre 1999.